# B.G.M Festival
B.G.M Festival（ビージーエムフェスティバル）は、美少女ゲームメーカーが集い開催される「美少女ゲーム音楽縛り」なライブイベント。B.G.Mとは美少女ゲームミュージックの略称。

## 概要
OVERDRIVEの代表であるbambooとシンガーソングライターである佐藤ひろ美が発起人となって実現した。このライブイベントの主役は出演するアーティストではなく、あくまで美少女ゲームメーカーであることが宣言されている。ただアーティストが集まって行われるライブイベントではなく、将来的には野外フェスのようなものを目指している。演奏は生バンド、生ヴァイオリンというこだわりを持っている。

## Vol.0
初開催のため、いろいろと手探りな部分や実験的な試みなどがされている。また、開催記念として「ねんどろいどぷち」5体セットが製作された。
- 開催日：2011年4月16日
- 会場：品川ステラボール
- 主催：STUDIO696
- 出演ブランド：アリスソフト、OVERDRIVE、CIRCUS、Navel、minori、ニトロプラス（シークレット）
- 制作：株式会社バンダイナムコライブクリエィティブ
- 協力：株式会社オメガビジョン、有限会社サーカス、株式会社チャンピオンソフト、株式会社ミノリ
- 協賛：グッドスマイルカンパニー、コスパ、デジタルパワーステーション、ブシロード

### 出演アーティスト
- 佐藤ひろ美
- 桃井はるこ
- AiRI（旧UR@N）
- AYUMI
- 石田燿子
- 遠藤正明
- 片霧烈火
- CooRie
- 橋本みゆき
- 原田ひとみ
- 美郷あき
- YURIA
- yozuca*
- いとうかなこ（シークレット）

### 映像演出
- Rainbow-Motion-Graphics

### 動画配信
ニコニコ動画で2000ポイントで配信された。有料生放送であったが、ニコ生公式ページによると、開場15分前〜開場2分後までシステムトラブルにより入場できないチケット購入者が多数いた 。

### セットリスト
1. Ashberry / 石田燿子（エーデルワイス OP）
2. 希望の旋律 / AYUMI (DEARDROPS OP)
3. Burst Dream / 遠藤正明（電激ストライカー OP）
4. キラ☆キラ / AiRI + 石田燿子 + 遠藤正明 + YURIA + AYUMI（キラ☆キラ OP）
5. セ･キララ / 橋本みゆき（se・きらら OP）
6. Fragment〜The heat haze of summer〜 / yozuca*（水夏 OP）
7. ダ・カーポII〜あさきゆめみし君と〜 / yozuca*（D.C.II 〜ダ・カーポII〜 OP）
8. Dream〜The ally of〜 / CooRie（D.C. 〜ダ・カーポ〜 ED）
9. ダ・カーポ〜第2ボタンの誓い〜 / yozurino* + 桃井はるこ（D.C. 〜ダ・カーポ〜 OP）
10. いちごGO!GO! / 桃井はるこ（いちご打 主題歌）
11. ナイト・で・ないと / 桃井はるこ（プリズム・アーク らぶらぶマキシマム! OP）
12. 春 - feel coming spring - / 原田ひとみ（はるのあしおと OP）
13. little explorer / 原田ひとみ (eden* OP)
14. 悠久の翼 / 原田ひとみ (ef - a fairy tale of the two. first tale. ED)
15. ever forever / 原田ひとみ (ef - a fairy tale of the two. latter tale. ED)
16. キンカクジ / 威闘華嗚乎（いとうかなこ）（アザナエル OP）
17. WHITE NIGHT / いとうかなこ（吸血殲鬼ヴェドゴニア OP）
18. Be Ambitious,Guys! / 橋本みゆき (Tick! Tack! OP)
19. YOU / YURIA（アニメ版 SHUFFLE! OP）
20. Jewelry tears / 美郷あき（俺たちに翼はない OP）
21. Spread Wings / 美郷あき（アニメ版 俺たちに翼はない OP）
22. みずいろ / 佐藤ひろ美（みずいろ OP）
23. チェリーレッドのピストル / 佐藤ひろ美 (FOLKLORE JAM OP)
24. 祝福のカンパネラ / 佐藤ひろ美 + 桃井はるこ（祝福のカンパネラ OP）
25. get the regret over / 片霧烈火（闘神都市III 主題歌）
26. Dreaming Continue / 石田燿子（ぱすてるチャイムContinue OP）
27. 風のように 炎のように / AiRI（超昂閃忍ハルカ 主題歌）
28. The Day Takeoff / 橋本みゆき（大帝国 OP）
29. Brand-New Heart / All Singer & B.G.M おっさんバンド (To Heart OP)

### エピソード
- 活動初期より美少女ゲームミュージックのフェス開催を待ち望んでいた桃井はるこは、実現に感激し、打ち上げ会に朝5:00過ぎの解散まで参加していた[要出典]。
- 会場内で倒れた観客が出たが、モーセの出エジプト記の如く人並みが割れ、粛々と搬出された[要出典]。

## Vol.1
『秋葉原電気外祭り2011冬 in 平和島』のステージイベントB.G.M fes Vol.01発表会見で開催が発表された。今回はわが道を行くブランドを集めた『B.G.M Festival EDGE』、王道を行くブランドを集めた『B.G.M Festival PRIMAL』、大人のB.G.M Festival『B.G.M Festival MIDNIGHT ADULT PARTY』の三公演を開催し、48時間で100曲演奏という目標を掲げた。
- 開催日：2012年9月22日 (EDGE)、22 - 23日 (MIDNIGHT PARTY)、9月23日 (PRIMAL)
- 会場：ZEPP TOKYO
- 出演ブランド
  - -EDGE-：Innocent Grey、OVERDRIVE、ケロQ、ニトロプラス、FLAT、ライアーソフト、âge（シークレット）
  - -MIDNIGHT PARTY-：minori
  - -PRIMAL-：アリスソフト、CIRCUS、Navel、フロントウイング、Lump of Sugar、Key

### 出演アーティスト
-EDGE-
- AiRI
- いとうかなこ
- 石田燿子
- 小野正利
- 佐藤ひろ美
- 霜月はるか
- はな
- ピクセルビー monet
- Prico
- 真理絵
- 遊女
- Rita
- オリヒメヨゾラ（ゲストアーティスト）
- KOTOKO（ゲストアーティスト）
- 栗林みな実（シークレット）

MIDNIGHT PARTY
- Outer（ゲストアーティスト）
- 小倉結衣（ゲストアーティスト）
- オータムリーフ管弦楽団（ゲストアーティスト）
- 鈴谷まや（ゲストアーティスト）
- bamboo（ゲストアーティスト）
- 藤邑鈴香（ゲストアーティスト）
- 原田ひとみ

-PRIMAL-
- AiRI
- ave;new feat. 佐倉紗織
- 片霧烈火
- Kicco
- CooRie
- 佐咲紗花
- 佐藤ひろ美
- 多田葵
- No Life Negotiator
- 橋本みゆき
- bamboo
- 飛蘭
- 美郷あき
- YURIA
- yozuca*
- Rita
- 上原れな（ゲストアーティスト）
- 桃井はるこ（ゲストアーティスト）

### 動画配信
EDGE、PRIMALはニコニコ生放送にて生配信された。通常タイムシフトは一週間だが、この放送に関しては2012年中は見放題という特別なものだった。

### セットリスト
-EDGE-
1. トラワレビト / 遊女（シークレットゲーム -KILLER QUEEN- DEPTH EDITION OP）
2. 戦場の絆 / 遊女（シークレットゲーム CODE:Revise OP）
3. Labyrinth / 真理絵（シークレットゲーム CODE:Revise 挿入歌）
4. 新しい未来 / Prico (atled -everlasting song- OP)
5. H2O / ピクセルビー、monet (H2O -FOOTPRINTS IN THE SAND- OP)
6. ナグルファルの船上にて / ピクセルビー、monet（素晴らしき日々 ED）
7. 終末の微笑 / はな（素晴らしき日々 ED）
8. 空気力学少女と少年の詩 / はな（素晴らしき日々 OP）
9. 悠久のCadenza / オリヒメヨゾラ（姫狩りダンジョンマイスター OP）
10. ぴかぴかお星さま / オリヒメヨゾラ（しろのぴかぴかお星さま 主題歌）
11. Da・i・Ki・ra・i / オリヒメヨゾラ（風紀委員長 聖薇 〜あなたなんて大嫌い、死ねばいいのに OP）
12. brave genesis / オリヒメヨゾラ（創刻のアテリアル OP）
13. グリーングリーン / 石田燿子（グリーングリーン OP）
14. Like a Green / AiRI（グリーングリーン2 恋のスペシャルサマー OP）
15. ハローグッバイ / 佐藤ひろ美（グリーングリーン3 ハローグッバイ OP）
16. 君の元へ / AiRI（キラ☆キラ 劇中歌）
17. sweet passion / 栗林みな実（君が望む永遠 OP）
18. Rumbring hearts / 栗林みな実（君が望む永遠 OP）
19. divergence / 栗林みな実（マブラヴ OP）
20. I will / 栗林みな実（マブラヴ ED）
21. 月の虚 / 霜月はるか（虚ノ少女 OP）
22. 瑠璃の鳥 / 霜月はるか（殻ノ少女 OP）
23. AA愛！ / Rita（屋上の百合霊さん 挿入歌）
24. Salvatore! / Rita（サルバとーれ! OP）
25. リタツキンメドレー“Mix Up” / リタツキン（霜月はるか+Rita）
26. 隻眼のティンダロス / リタツキン（霜月はるか+Rita）
27. Fatally / KOTOKO (DUEL SAVIOR OP)
28. Lupe / KOTOKO（凌辱制服女学園〜恥蜜に濡れた制服〜 OP）
29. Unite+reactioN / KOTOKO（マテリアルブレイブ OP）
30. One-Chance!! / KOTOKO & 佐藤ひろ美（ピュアガール OP）
31. MURAMASA / 小野正利（装甲悪鬼村正 OP）
32. WHITE NIGHT / 小野正利（吸血殲鬼ヴェドゴニア OP）
33. Lost Control / いとうかなこ（ギルティクラウン ロストクリスマス OP）
34. 疼(UZUKI) / いとうかなこ（装甲悪鬼村正 挿入歌）
35. Fu-kin Hi-kin Everyday / All Singer & 「B.G.M Festival Vol.01」オリジナルバンド

-PRIMAL-
1. ダ・カーポIII 〜キミにささげる あいのマホウ〜 / yozuca*（D.C.III 〜ダ・カーポIII〜 OP）
2. ハジマリノウタ / No Life Negotiator（D.C.III 〜ダ・カーポIII〜 OP）
3. All is Love for you / CooRie（D.C.III 〜ダ・カーポIII〜 ED）
4. Happy my life 〜Thank you for everything!!〜 / yozurino*（yozuca*+rino）（D.C.II Spring Celebration 〜ダ・カーポII〜 スプリング セレブレイション OP）
5. True my heart / ave;new feat.佐倉紗織（Nursery Rhyme -ナーサリィ☆ライム- OP）
6. My Sweet Lady / ave;new feat.佐倉紗織（学☆王 - HE ROYAL SEVEN STARS- OP）
7. 瞬間スプライン / Kicco（タユタマ -Kiss on my Deity- OP）
8. 情熱のウォブル / Kicco（タユタマ -It's happy days- OP）
9. music as muse / 桃井はるこ（KISS×600 管理人さんのポニーテール OP）
10. Let me love you / 桃井はるこ（School Days 挿入歌）
11. いっちゃえ!ぽぽたん / 桃井はるこ（ぽぽたん OP）
12. うたまるえかき唄 / 桃井はるこ（D.C. White Season 〜ダ・カーポ ホワイトシーズン〜 OP）
13. YOU / YURIA（アニメ版SHUFFLE! OP）
14. guru∞guru / YURIA（世界征服彼女 OP）
15. Jewelry tears / 美郷あき（俺たちに翼はない OP）
16. Spread Wings / 美郷あき（アニメ版 俺たちに翼はない OP）
17. ワールドエンド / 佐咲紗花（グリザイアの迷宮 OP）
18. シールド / 佐藤ひろ美（カナリア 〜この想いを歌に乗せて〜 ED）
19. カナリア / 佐藤ひろ美・飛蘭（カナリア 〜この想いを歌に乗せて〜 OP）
20. 終末のフラクタル / 飛蘭（グリザイアの果実 OP）
21. Heart To Heart / 上原れな (ToHeart2 AnotherDays OP)
22. 届かない恋 / 上原れな (WHITE ALBUM2 OP)
23. 優しい嘘 / 上原れな (WHITE ALBUM2 ED)
24. closing / 上原れな (WHITE ALBUM2 ED)
25. get the regret over / 片霧烈火（闘神都市III OP）
26. The Engaged Fortune / 橋本みゆき、bamboo
27. 風のように 炎のように / AiRI（超昂閃忍ハルカ OP）
28. A night comes! / AiRI（夜が来る! -Square of the MOON- OP）
29. Little Busters! / Rita（リトルバスターズ！ OP）
30. Alicemagic / Rita（リトルバスターズ！ ED）
31. Harvest / 多田葵 (Rewrite Harvest festa! OP)
32. Brave Song / 多田葵（アニメAngel Beats! ED）
33. 恋のミルキーウェイ / All Singer & 「B.G.M Festival Vol.01」オリジナルバンド (Milkyway2 OP)

### コラボレーション
ライブ三公演の他に無料の野外イベントとして、秋葉原電気外祭りとのコラボレーションが船の科学館で行われた。内容としては出演ブランドの物販&縁日、飲食物の販売、野外ステージでのライブ (P.C.M Live! Sunlight) など。ZEPP TOKYOでのEDGE、PRIMAL公演中には、船の科学館内で無料のライブビューイング、野外ステージでDJが行われた。また、ライブ公演終了後には、船の科学館敷地にて出演者、関係者、来場者を交えての打ち上げが行われた。
- 会場：船の科学館
- 出店ブランド：ESP、Innocent Grey、OVERDRIVE、ケロQ、CIRCUS、スミレ、ニトロプラス、Navel、PeasSoft、FLAT、PRODUCTION PENCIL、フロントウイング、minori、Liar-soft、Lass、Lump of Sugar

### 野外ステージ出演アーティスト
一日目
- しほり
- Team-OZ
- FullMooN
- みとせのりこ
- 桃井はるこ（シークレット）

二日目
- 桜川めぐ
- doubleeleven UpperCut
- 津田朱里
- 水霧けいと
- μ
- いとうかなこ（シークレット）
- Suara（シークレット）

## B.G.M Festival 公式コミュニティ
ニコニコ動画での公式コミュニティ。『秋葉原電気外祭り 2010 Winter』でのイベントの発表時から使われている。B.G.M Festivalに関しての質問会やリハーサルの様子などが突発的に放送される。放送するのは主にOVERDRIVE代表のbamboo。